# Nor-Cargo

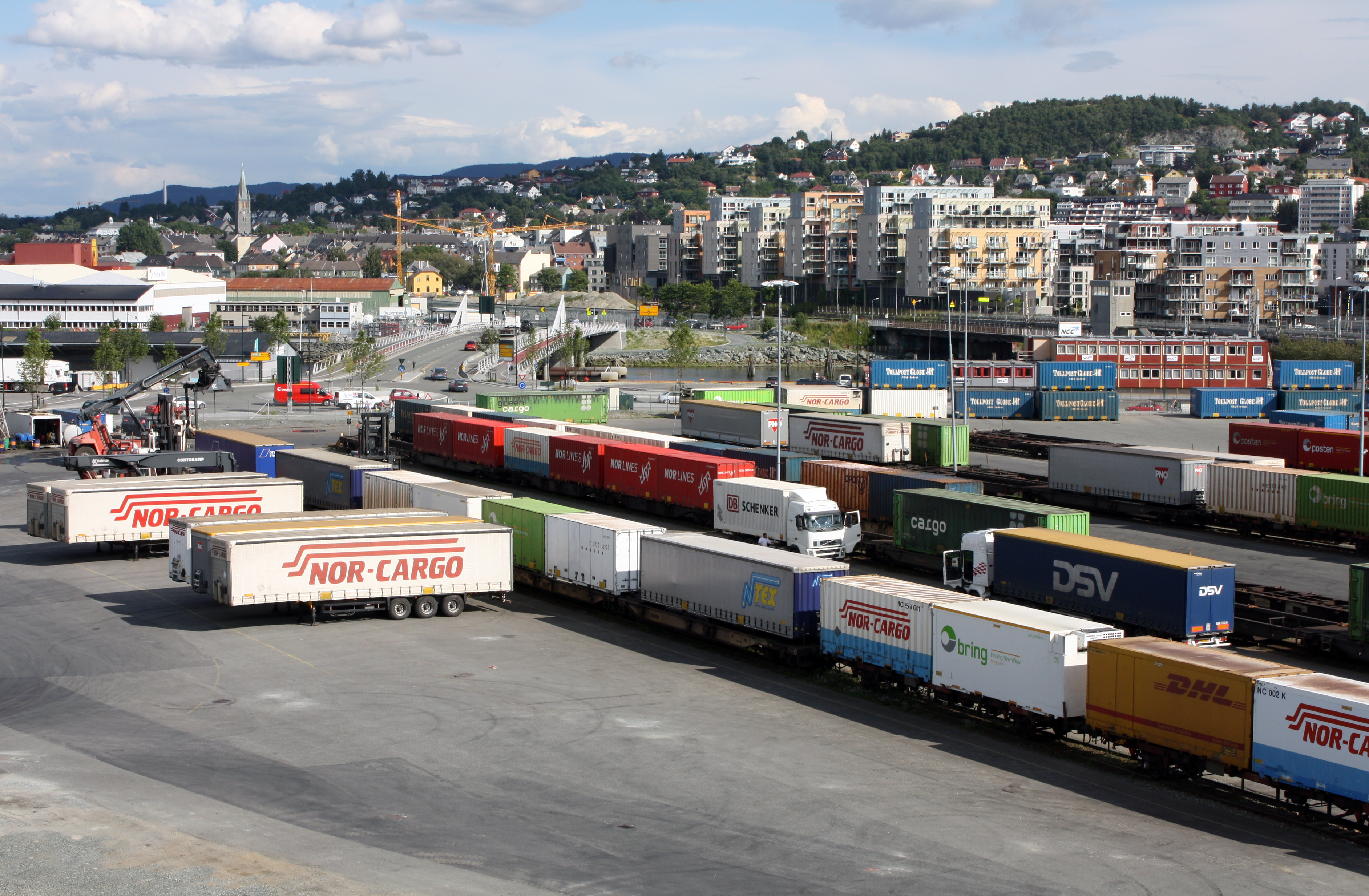
Camions du Nor-Cargo à Trondheim.

Nor-Cargo AS est une entreprise de transport de fret et de logistique norvégienne, filiale de Posten Norge, la Poste norvégienne. La compagnie offre le transport routier, le transport maritime et le transport aérien. La société opère à travers 32 terminaux de fret avec 1 000 camions de distribution à longue distance et 600 camions de distribution locale. Aussi, la division Nor-Cargo Thermo exploite 500 camions à température contrôlée,.